# Гарфилд и пријатељи
Гарфилд и пријатељи америчка је анимирана ТВ серија аутора Џима Дејвиса која је премијерно емитована на каналима Си-Би-Ес и Ен-Би-Си у периоду од 17. септембра 1988. до 10. децембра 1994. године. У Србији је премијерно емитована 2009. године на каналу РТС 2, сваког дана у 09:00.